# Tillandsia mallemontii
Espèce
Classification phylogénétique
Tillandsia mallemontii Glaz. ex Mez est une plante épiphyte de la famille des Bromeliaceae, originaire du Brésil.
L'épithète spécifique mallemontii est une dédicace à un Mr Mallemont dont ni l'identité ni le rapport avec la plante ne sont précisés dans le protologue.

## Protologue et type nomenclatural
Tillandsia mallemontii Mez in Mart., Fl. Bras. 3(3): 608, tab. 114, fig.I (1894)
Diagnose originale :
« TILLANDSIA MALLEMONTII Glaziou : foliis distiche dispositis caulem elongatum vestientibus, subteretibus, lepidibus maximis dense pruinosis; inflorescentia scapo nudo vel 1-vaginato elata perpauciflora, simplicissima distiche spicata, folia paullo superante; bracteis ovali-ovatis, acutis, dorso lepidotis, quam sepala brevioribus; sepalis basi ad 2 mm. aequaliter connatis, glabris; petalis lamina maxima, suborbiculari, patenti anctis; staminibus quam petala triplo brevioribus, antheris obtusis, stylo staminibus breviore. »
Type : Mez cite deux exemplaires de même provenance : leg. Glaziou, n° 14345 & 18563 ; « in Brasiliae orientalis prov. Rio de Janeiro ad Tijucá ». Mez détaille les données du premier et ne fait que citer le second par « idem ». On peut donc considérer que la désignation du type n'est pas explicite, dans ce cas c'est l'illustration du protologue qui constituerait l'holotype de Tillandsia mallemontii.
- leg. A. Glaziou, n° 14345 ; « Rio de Janeiro » ; Lectotypus B (B 10 0243503)
- leg. A. Glaziou, n° 14345 ; « bei Tijuca » ; Isolectotypus B (B 10 0243504)

## Synonymie

### Synonymie nomenclaturale
(aucune)

### Synonymie taxonomique
- Tillandsia linearis sensu Baker non Vell. [1],[2],[3]
- Phytarrhiza uniflora E.Morren ex Baker [3]

## Description
Touffe dense de courts rameaux. Fines feuilles distiques écailleuses.
Inflorescence terminale distique, pauciflore [(1)-2-4]. Fleurs parfumées à pétales étalés, violets, à étamines ne dépassant pas la corolle.
Tillandsia mallemontii ressemble à Tillandsia recurvata L., qui a de plus petites fleurs et la confusion est donc possible hors floraison,,.

## Écologie et habitat
- Typologie : plante herbacée vivace ; épiphyte[2],[3], rarement saxicole[3].
- Habitat : arbres et chablis[2],[3], rarement rochers[3]; forêts pluviales[4].
- Altitude : 0-800 m[3].

## Distribution
- Amérique du sud :
  -  Brésil [2],[3].
    - Est du Brésil (Rio de Janeiro)[1].

## Comportement en culture
Tillandsia mallemontii est de culture facile,,.
Culture sans substrat comme toutes les Tillandsia « aériennes ».